# Enrique Moratalla
Enrique Juan Moratalla Molina (Granada, 24 de septiembre de 1956) es un cantautor, político y gestor cultural español. Es hermano del dirigente político José Enrique Moratalla Molina.

## Manifiesto Canción del Sur
Fue uno de los miembros más relevantes del movimiento cultural "Manifiesto Canción del Sur", colectivo andaluz de canción social, activo entre 1968 y 1976 y muy vinculado al andalucismo político, que compartió con artistas como Carlos Cano, Antonio Mata, Esteban Valdivieso o Ángel Luis Luque. Moratalla se incorporó al movimiento con solo 17 años y con un cantar profundo y sincero, que llevó a algunos críticos a considerarlo la voz con más posibilidades dentro del Manifiesto. De sus temas, quizás el más popular fuera "Andaluz en agonía", reproducido por la revista Ozono a nivel nacional. En el momento de la disolución del movimiento, Moratalla estaba negociando la grabación de su primer LP, aunque su incorporación al servicio militar dejó en suspenso el proyecto. Cuando terminó la mili, los cantautores ya no estaban de moda y la grabación se frustró definitivamente.

## Carrera política
En los últimos años 1980 y comienzo de los 90, desarrolló su labor profesional como sicólogo y funcionario, totalmente alejado de la música e iniciando sus actividades políticas, inicialmente en el sindicato UGT, posteriormente en el PSOE. Entre 1996 y 1999 fue delegado provincial de la Consejería de Cultura de la Junta de Andalucía en Granada y entre 2000 y 2003 viceconsejero con Carmen Calvo, siendo nombrado consejero de Cultura de la Junta de Andalucía, en febrero de 2004, hasta las elecciones de abril de ese mismo año.

## Segunda etapa musical
En el año 2000, en el período comprendido entre su cese como Delegado Provincial y su nombramiento como Viceconsejero, realiza la grabación de su primer disco, un álbum doble titulado "Corazón Transeúnte", editado por el sello discográfico Big Bang en 2001, en el que colaboran músicos reconocidos como Josep Pons, Graham Foster, Enrique Morente, Aurora Beltrán (del grupo Tahúres Zurdos) o Henry Vincent Kneuer; antiguos compañeros del Manifiesto, como Antonio Mata o Esteban Valdivieso; y literatos como José Saramago, que presta su voz para la introducción del tema Oda marítima (A vosotros), sobre un texto de Pessoa. Colabora en numerosos conciertos, con Amancio Prada y cantaores flamencos, y desarrolla una relación musical estable con el grupo de tango moderno "Libertango Camerata".
En 2004, tras abandonar el cargo de Consejero, graba su segundo disco, "Fabiola 11" (BMG-Ariola). En la temporada 2005, participa en Buenos Aires y Valparaíso (Chile), en la puesta en escena de la única opereta de Astor Piazzolla, "María de Buenos Aires", que se graba en forma de Suite, junto con el poeta argentino Horacio Ferrer y "Versus Ensemble", y es publicada por Naxos en agosto de 2007.